# 3998 Tezuka
A 3998 Tezuka (ideiglenes jelöléssel 1989 AB) a Naprendszer kisbolygóövében található aszteroida. Takuo Kojima fedezte fel 1989. január 1-jén.